# Tiszafüred (distrikt)
Tiszafüred är ett distrikt i Ungern. Det ligger i provinsen Jász-Nagykun-Szolnok, i den centrala delen av landet, 130 km öster om huvudstaden Budapest.